# Джалал ад-Дин Фируз
Джалал ад-Дин Хильджи (урду جلال الدین خلجی‎) (ок. 1220 — 19 июля 1296) — основатель и первый султан династии Хильджи (13 июня 1290 — 19 июля 1296), которая правила в Делийском султанате с 1290 по 1320 год.
Первоначально названный Фируз, Джалал ад-Дин начал свою карьеру в качестве офицера династии мамлюков и поднялся на важную должность при султане Муизз ад-дин Кай-Кубаде. После того как Кай-Кубад был парализован, группа знати назначила новым султаном его малолетнего сына Шамс ад-дин Кайумарса и попыталась убить Джалал ад-Дина. Вместо этого Джалал ад-Дин приказал убить их и стал регентом. Через несколько месяцев он сверг Кайумарса и стал новым султаном.
Будучи султаном, он отразил монгольское нашествие и позволил многим монголам поселиться в Индии после их обращения в ислам. Он захватил Мандавар и Джайн у царя Чахаманы Хаммиры, хотя ему и не удалось захватить столицу Чахаманы Рантхамбор. Во время своего правления его племянник Али Гуршасп совершил набеги на Бхилсу в 1293 году и Девагири в 1296 году.
Джалал ад-Дину было около 70 лет во время его вступления на трон. В первый год своего правления он правил из Килохри, чтобы избежать столкновений с древнетюркской знатью в столице Дели. Некоторые дворяне считали его слабым правителем и в разное время безуспешно пытались свергнуть. Он назначил мятежникам мягкие наказания, за исключением случая с дервишем Сиди Маулой, который был казнен за якобы имевший место заговор с целью его свержения. В конечном счете Джалал ад-Дин был убит своим племянником Али Гуршаспом, который впоследствии взошел на трон как Ала ад-дин Хильджи.

## Ранняя жизнь
Джалал-уд-Дин принадлежал к племени халадж (племя тюркского происхождения), которое после переселения из Туркестана осело в Афганистане более 200 лет . До своего восшествия на султанский престол Джалал ад-Дин был известен как Малик Фируз. Он и его брат Шихабуддин (отец Ала ад-Дина Хильджи) несколько лет служили делийскому султану Балбану. Он поднялся до должности сар-и-джандара (начальника царских телохранителей), а позже был назначен губернатором пограничной провинции Самана. Будучи губернатором Саманы, он отличился в конфликтах султаната с монгольскими захватчиками.
После смерти Балбана в 1287 году делийский котвал Малик аль-Умара Фахруддин посадил на трон подросткового внука Балбана Муизз ад-дин Кай-Кубада (1287—1289). Кай-Кубад был слабым правителем, и управление им фактически осуществлял его офицер Малик Низамуддин. После того, как Низамуддин был отравлен некоторыми соперничающими военачальниками, Кай-Кубад вызвал Джалал-уд-Дина из Саманы в Дели, дал ему титул «Шаиста-Хан», назначил его ариз-и-мумаликом и сделал его губернатором Барана.
К этому времени здоровье Муизз ад-дин Кай-КубадКай-Кубада ухудшилось, и две соперничающие фракции знати стали бороться за власть в Дели. Одна фракция, возглавляемая Маликом Айтемуром Сурхой, стремилась сохранить власть старой тюркской знати и хотела сохранить семью Балбана на троне. Другая фракция, возглавляемая Джалал ад-Дином, поддерживала возвышение новой знати.

## Как регент Кайумарса
Когда делийский султан Кай-Кубад был неизлечимо парализован, Малик Сурха и его сподвижник Малик Качхан возвели его малолетнего сына Кайумарса на султанский трон с титулом Шамс-уд-дин II. Затем оба дворянина вступили в заговор с целью убийства своих соперников, в том числе Джалал ад-Дина (в то время Малик Фируз). В это время Джалал ад-Дин проводил инспекцию султанской армии в Бхугал-пахари (Бахарпур, по словам Зия-уд-Дина Барани). Его племянник Малик Ахмад Чап, занимавший должность наиб-и-амир-и-хадж- сообщил ему о заговоре. Затем Джалал-уд-Дин переехал в Гияспур и вызвал своих родственников из Барана под предлогом подготовки к предстоящему монгольскому нашествию. К Хильджи присоединились и другие ведущие офицеры из фракции Малика Сурхи.
Вскоре после этого Джалал ад-Дин получил приказ о вызове его к султанскому двору в Дели и понял, что это было частью заговора с целью убить его. Он извинился под предлогом проведения инспекции армии в Каннауже. Затем Малик Качхан лично отправился из Дели в Каннаудж и сказал Джалал ад-Дину, что его немедленно ищут в Дели. Джалал ад-Дин сделал вид, что ничего не знает о заговоре, и попросил Качхана отдохнуть в палатке, пока он закончит осмотр. В шатре Джалал ад-Дин приказал обезглавить Качхана и сбросить его тело в реку Джамна, начав войну между двумя соперничающими фракциями.
Сыновья Джалал ад-Дина отправились в Дели, вошли в султанский дворец и привели титульного Султана Кайумарса в лагерь Джалал ад-Дина. Малик Сурха и его сообщники пытались вернуть Кайумарса, но были схвачены и убиты. Люди Джалал ад-Дина также похитили нескольких сыновей Малика аль-Умары Фахруддина, котвала Дели, и поэтому Фахруддин отговорил жителей Дели от попыток поддержать султана Кайумарса.
После устранения офицеров соперничающей фракции Джалал ад-Дин продолжал признавать Кайумарса султаном Дели. Он стал губернатором провинций Бхатинда, Дипалпур и Мултан. Первоначально он предложил регентство при Кайумарсе племяннику Балбана Малику Чаджу и Фахруддину. Однако Малик Чаджу предпочел быть губернатором Кара-Маникпура, и Фахруддин также отклонил это предложение. Поэтому регентом стал сам Джалал ад-Дин.
Кай-Кубад скончался 1 февраля 1290 года. По данным Яхья Сирхинди, он умер от голода после того, как им пренебрегли, но в другом рассказе говорится, что он был убит по приказу Джалал ад-Дина офицером, чей отец был казнён им.

## Восшествие на престол

Размеры Делийского султаната во время восшествия на престол Джалал ад-Дина Халджи (1290 г.)

Джалал ад-Дин (до этого известный как Малик Фируз), взошедший на престол Делийского султаната в июне 1290 года, в недостроенном Дворце Килохри (также Килугари или Кайлугархи) недалеко от Дели. Во время своего восхождения Джалал ад-Дин был очень непопулярен. Он не пользовался большой поддержкой среди тюркской знати, которая считала его афганцем (пуштуном), ошибочно полагая, что он имеет нетюркское происхождение. Кроме того, он был пожилым человеком около 70 лет, и его мягкий характер считался неподходящим для этой должности. Из-за своей непопулярности он решил не переезжать во дворец султана Балбана в Дели и прожил в Килохри около года. Он закончил строительство дворца и превратил Килохри в важный город.
Джалал ад-Дин избегал каких-либо радикальных изменений в административном устройстве и сохранил старых тюркских дворян на должностях, которые они занимали во время правления султана Балбана. Например, Фахруддин был сохранен в качестве котвала Дели, Хваджа Хатир был сохранен в качестве вазира, а племянник Балбана Малик Чаджжу был сохранен в качестве губернатора Кара-Маникпура. Оставшиеся в живых члены султанской семьи Балбана переехали в Кару при губернаторстве Чаджжу.
В то же время Джалал ад-Дин назначил на важные должности своих родственников и единомышленников. Он назначил своего брата Яграш-Хана глава военного министерства (ариз-и-мамалик), и своего племянника Ахмада Чапа наиб-и-барбеком. Он дал своему старшему сыну Махмуду титул хан-и-хан. Остальные два сына получили титулы — Аркали-Хан и Кадр-Хан. Он также пожаловал своим племянникам Али Гуршапу (позже султан Ала-ад-Дин) и Алмас-Беку титулы Амир-и-тузук (эквивалентно церемониймейстеру) и Акхур-бег (эквивалентно шталмейстеру) соответственно.
Постепенно Джалал ад-Дин преодолел первоначальную враждебность, с которой он столкнулся со стороны жителей Дели. Он приобрел репутацию скромного и добросердечного монарха, в отличие от предыдущих деспотов вроде Балбана. Войдя в Дели, он приказал спешиться у султанского входа в Красный дворец и отказался сидеть на троне в султанском зале аудиенций, сказав, что корона была навязана ему из-за злонамеренных намерений Суркхи и Качхана.

## Восстание Малика Чаджжу
В то время как широкая публика восхищалась Джалал ад-Дином как добрым и искренним человеком, часть знати презирала его как слабого правителя. В августе 1290 года племянник Балбана Малик Чаджу Кашли-Хан, который теперь возглавлял бывшую султанскую семью, поднял восстание против Джалал ад-Дина в Каре. Чаджжу, по-видимому, выбрал губернаторство в самой восточной провинции Кара-Маникпур, чтобы держаться подальше от султанского контроля, и, возможно, потому, что он надеялся заручиться поддержкой своего двоюродного брата Бугра-хана (отца Кай-Кубада), который стал независимым правителем Восточной Бенгалии в 1287 году.
Чаджжу объявил себя султаном Мугис ад-Дином и провозгласил свою независимость. В знак своего владычества он выпустил свои собственные монеты, и хутба была прочитана в его имени. Али Хатим-хан, наместник Авада, а также другие знатные тюркские вельможи, назначенные в восточном регионе, поддерживали его. Чаджжу также поддерживали несколько индуистских вождей гангских равнин, которые не платили дань в течение нескольких лет и которые присягнули на верность семье Балбана. В этих условиях лояльные Джалал ад-Дину офицеры в районе Ганга-Ямуна-Доаб начали уходить из региона.
Чаджжу был уверен, что он пользуется большей поддержкой, чем Джалал ад-Дин, которому ещё предстояло снискать расположение старой знати Дели и соседних областей. Поэтому он двинулся в поход на Дели по левому берегу реки Ганг, а затем по реке Рамганга. Вероятно, он планировал войти в Дели из района Амроха. В Бадауне его сторонники Малик Бахадур и Альп Гази присоединились к нему со своими войсками.
Джалал ад-Дин решил подавить восстание, назначив своего старшего сына, носившего титул хан-и-ханан, во главе Дели. Он повел свою армию к Бадауну через Койл (современный Алигарх). Авангард его армии, возглавляемый его вторым старшим сыном Аркали-Ханом, шел впереди остальной армии и заметил армию Чаджу на другом берегу реки Рамганга. Воины Чаджжу захватили все лодки, так что отряд Аркали-Хана не мог пересечь реку. Ночью Аркали-Хан отправил в лагерь Чаджжу передовой отряд на плотах и лодках. Это нападение вызвало панику среди солдат Чаджжу, которые покинули свой лагерь и двинулись на север. Аркали-Хан разграбил опустевший лагерь в течение двух дней, а затем преследовал врага. Он столкнулся с армией Чаджу на переправе через реку Рамганга и вступил в нерешительный бой. Тем временем армия Джалал ад-Дина переправилась через реку Ганг у Бходжпура (близ Фаррухабада) и вступила в новую битву со сторонниками Чаджжу.
Ночью, агент индуистского сторонника Чаджжу Бхим Дева (Бирам Дева Котла согласно Тарих-и Мубарак Шахи) сообщил ему, что Джалал ад-Дин нападет на его армию с тыла. Затем Чаджу тайно покинул лагерь вместе с несколькими своими последователями. Утром Аркали-Хан переправился через реку и легко разбил оставшиеся силы Чаджу. Сторонники чаджу Альп Гази и Бхим Дева были убиты, а Малик Масуд и Малик Мухаммад Балбан взяты в плен. Остальная часть армии Чаджу тогда сдалась. Сам Чаджу укрылся в обнесенной стеной деревне, но староста деревни выдал его воинам Джалал ад-Дина.
Затем Аркали-Хан присоединился к Джалал ад-Дину, и объединённая султанская армия двинулась в восточные районы, чтобы наказать вождей, которые поддерживали Чаджу. Некоторые вожди, такие как вождь Рупала, сдались и спаслись, предложив большие дани. Другие, такие как вождь Кахсуна, столкнулись с грабительскими набегами. Индуистские мятежники были казнены, а мусульманские мятежники индийского происхождения были проданы в рабство.
Джалал ад-Дин доброжелательно относился к тюркским мусульманским повстанцам, несмотря на возражения его племянника Ахмада Чхапа. Когда арестованных мятежных аристократов привели в его лагерь в цепях, он не одобрял их жестокого обращения. Он приказал, чтобы их отпустили, хорошо одели и развлекли. Он пригласил высокопоставленных мятежных аристократов, таких как Амир Али Сарджандар, на пир. Даже Малик Чаджу, схваченный несколькими днями позже, был отправлен в почетное заключение в Мултан вместо казни, а его соратники были освобождены. Джалал ад-Дин открыто восхвалял мятежников за их верность покойному султану Балбану. Когда Ахмад Чхап возразил против такого снисхождения, Джалал ад-Дин заявил, что он не способен быть тираном, и утверждал, что помилованные дворяне будут благодарны ему и останутся ему верны.

## Монгольское нашествие
Через некоторое время после восстания Чаджу монголы вторглись в северо-западные владения Делийского султаната. Вторжение возглавил Абдулла, который был внуком Халлу (Хулагу-хана), согласно Зия-уд-дину Барани, и сыном «принца Хорасана», согласно Тарих-и- Мубарак Шахи Яхьи бин Ахмада Стрхинди.
Пограничными провинциями Дипалпур, Мултан и Самана управлял сын Джалал ад-Дина Аркали-Хан. Джалал ад-Дин лично возглавил армию, чтобы дать отпор захватчикам. Две армии встретились лицом к лицу в местечке Бар-рам, и их авангарды вступили в несколько стычек. Стычки закончились с преимуществом для делийского султана, и монголы согласились отступить. Обменявшись дружескими приветствиями, Джалал ад-Дин назвал Абдуллу своим сыном.
Группа монголов во главе с Улгу (еще одним внуком Хулагу) решила принять ислам и попросила у Джалал ад-Дина разрешения поселиться в Индии. В Делийском Султанате монголы считались закоренелыми преступниками, участвовавшими в убийствах и разбоях на дорогах. Несмотря на это, Джалал ад-Дин принял их сожаления и позволил им поселиться в низовьях Ганга, на границе своего султаната с Лахнаути (Бенгалией). Он также предоставил новым поселенцам жилье, пособия и социальные звания. Эти монголы стали известны как «новые мусульмане».

## Кампания против Рантхамбора
Царь Чахамана Хаммирадева (1283—1301) правил королевством, центром которого была крепость Рантхамбор, расположенная к юго-западу от Дели. Агрессивная политика Хаммиры угрожала границам Аджмера и Харьяны Делийского султаната, что побудило Джалал ад-Дина вторгнуться в его королевство.

### Осада Мандавара
Джалал ад-Дин двинулся через Ревари и Нарнаул к Алвару на границе с королевства Хаммиры. Сначала он осадил крепость Мандавар (так называемый «Мандор» по Зия-уд-дину Барани и Яхья Сирхинди). Мандавар был когда-то частью Делийского султаната, но была потеряна для Chahamanas в предшествующие годы. Джалал ад-Дин отбили его в 1292 году. После этой победы, он совершал набеги на сельскую местность, получать большое количество скота.
Согласно «Тарих-и Мубарак Шахи» Яхьи, осада Мандавара длилась четыре месяца. Однако историк А. Б. М. Хабибулла считает, что именно так продолжалась вся кампания Рантхамбора, включая осады Мандавара, Джайна и самого Рантхамбора.
Старший сын Джалал ад-Дина, Хан-и-Ханан, умер накануне Мандаварского похода.

### Осада Джайна
В 1291 году Джалал ад-Дин двинулся через район Караули к Джайну, городу, охранявшему подступы к столице Чахаманы Рантхамбору. Разведывательный отряд делийской армии, возглавляемый Карой Бахадуром, разгромил отряд Чахамана. Затем Джалал-ад-Дин послал более крупный отряд для осады крепости Джайн. Когда захватчики приблизились к форту на расстояние двух фарсангов, армия Чахамана во главе с Гарданом Сайни вышла из форта и вступила с ними в бой. Делийская армия одержала победу, и Гардан Сайни был убит в бою. Затем захватчики преследовали отступающих солдат Чахаманы через реки Чамбал, Кунвари и Банас. Оставшиеся в Джайне контингенты Чахамана затем покинули форт и отступили в Рантхамбор.
После этой победы захватчики занялись грабежом и разрушили Джайнскую крепость. Джалал-уд-Дин приказал разбить неисламских идолов, хотя он восхищался их скульптурой и резьбой.

Через три дня после этого султан вошел в Джайн в полдень и занял личные покои Химмары, затем он посетил храмы, которые были украшены сложной работой по золоту и серебру. На следующий день он снова отправился к храмам и приказал уничтожить их, а также крепость и поджечь дворец, превратив таким образом рай в ад. В то время как солдаты искали любую возможность для грабежа, султан был занят сжиганием храмов и уничтожением идолов. Там были два бронзовых идола Брахмы, каждый из которых весил более тысячи человек. Они были разбиты на куски, а обломки распределены между офицерами с приказом бросить их вниз к воротам масджида по их возвращении— Мифтах Футух
.
Мифтах Аль-Футух, написанный его придворным Амиром Хосровом, утверждает, что тысячи защитников были убиты при осаде Джайна, в то время как делийская армия потеряла только одного тюркского солдата.

### Осада Рантхамбора
После завоевания Джайна Джалал ад-Дин приказал своей армии осадить форт Рантхамбор, расположенный на крутом холме и считавшийся неприступным. Он отдал приказ о строительстве осадных машин, таких как маграбис (катапульты), сабаты, гаргаджии пашеб (Курган для достижения вершины холма). По словам делийского хрониста Зияуддина Барани он отказался от осады, когда вышел, чтобы проверить ход строительства, и понял, что последующая осада будет стоить жизни многим мусульманам. Барани утверждает, что Джалал ад-Дин заявил, что не станет рисковать волосами ни одного мусульманина ради «десяти таких фортов». Племянник Джалал ад-Дина Ахмад Чап выступил против этого решения, заявив, что оно придаст смелости индусам, и попросил его подражать более ранним мусульманским царям, таким как Махмуд и Санджар, «чье несомненное благочестие никогда не ограничивало их царственных действий» .
Но Джалал ад-Дин утверждал, что сравнение с Махмудом и Санджаром было несправедливым, потому что в их владениях не было «ни одного идолопоклонника»

## Заговоры против Джалал ад-Дина

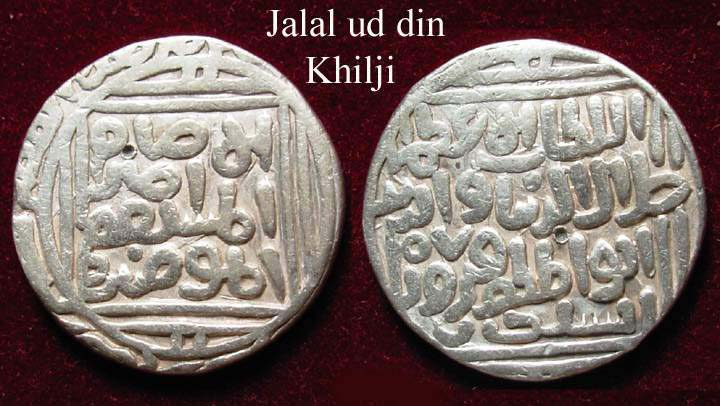
Монеты Джала ад-Дина Хильджи

### Заговор Таджуддина Кучи
Некоторые из придворных Джалал ад-Дина считали его слабым правителем, который не мог внушить должного страха своим подданным и врагам султаната. Во время кампании в Рантхамборе некоторые из его ближайших сподвижников встретились в доме Малика Таджуддина Кучи. В пьяном угаре они говорили об убийстве Джалал ад-Дина и возведении Тадж-ад-Дина на трон.
Когда Джалал ад-Дин узнал об этом, он созвал заблудших придворных на тайное совещание. Но вместо того, чтобы наказать их, он опозорил их, бросив вызов убить его собственным мечом . Придворные просили прощения, приписывая свое поведение алкогольному опьянению, а Нусрат Саббах сделал «умное и лестное признание». Встреча завершилась распитием вина и поэтическими чтениями Джалал ад-Дина.

### Предполагаемый заговор сиди Маулы
Джалал ад-Дин был снисходителен к своим недоброжелателям, и даже самые стойкие недоброжелатели были сосланы в свои икты только на один год. Единственный случай, когда он назначил более суровые наказания, произошел во время предполагаемого заговора Сиди Маулы.
Сиди Маула был религиозным лидером иностранного происхождения, принадлежавшим к секте неортодоксальных мусульманских дервишей. У него была огромная ханка, и со времен правления Кай-Кубада он славился своей огромной благотворительностью. Его учреждение привлекало большинство обездоленных эмиров и офицеров эпохи султана Балбана. Среди его последователей были также дворяне Джалал ад-Дина, в том числе Кази Джалал Кашани и ныне покойный наследный принц Хан-и-Ханан.
Сиди Маула якобы планировал убить Джалал ад-Дина, чтобы стать халифом, хотя эти обвинения так и не были доказаны. Согласно почти современному рассказу, эти обвинения были впервые сделаны ревнивыми дервишами конкурирующей секты. Утверждалось, что Сиди Маула попросил Хатью Пайка и Ниранджана Котвала убить Джалал ад-Дина в пятницу. Эти двое были индусскими офицерами эпохи Балбана (пахилваны или борцы, согласно Зияуддину Барани) Малик Улгу, монгольский военачальник, поступивший на службу к Джалал ад-Дину, доложил об этом Аркали-Хану, в то время как Джалал ад-Дин был занят осадой Мандавара. Аркали-Хан, который не любил соратников своего старшего брата Хан-и-Ханана, принял эти обвинения как истинные и арестовал предполагаемых заговорщиков.
Когда Джалал ад-Дин вернулся в Дели, предполагаемые заговорщики предстали перед ним и не признали себя виновными. Ортодоксальные мусульманские улемы, которые не смогли представить никаких конкретных доказательств против обвиняемого, предложили судиться огнем. Когда Джалал ад-Дин убедился в виновности обвиняемых, он приказал казнить заговорщиков-индусов хатью и Ниранджана. Затем он изгнал Кази Джалала Кашани и офицеров эпохи Балбана, последовавших за сиди-Маулой. Затем Джалал ад-Дин обратился к сиди-Мауле и потерял самообладание, когда сиди-Маула неоднократно отрицал свою причастность к заговору. Раздосадованный Джалал ад-Дин попросил группу каландарцев зарезать сиди-Маулу. Позже Аркали-Хан раздавил раненого Сиди Маулу под ногами слона.
За казнью Сиди Маулы последовали сильная пыльная буряи засуха, вызванная отсутствием сезонных дождей. Эти условия привели к сильному голоду, во время которого цены на продовольственные зерна стали непомерными, и многие люди покончили жизнь самоубийством, прыгнув в реку Ямуна. Сторонники Сиди Маулы рассматривали эти несчастные события как доказательство его невиновности.

### Заговор Али Гуршаспа
Свергнув Малика Чаджжу, Джалал ад-Дин назначил наместником Кары своего племянника Али Гуршаспа (впоследствии султана Ала уд-Дина Хильджи). Отец Али умер, когда он был ещё совсем маленьким, и Джалал-уд-Дин воспитал его и его брата Алмас-Бека (впоследствии Улуг-Хана). Джалал ад-Дин также выдал своих дочерей замуж за Али и Алмаса. Семейная жизнь Али была несчастной, так как он не был в хороших отношениях со своей женой и тещей, и он хотел покончить с зависимостью от семьи Джалал ад-Дина. В Каре бывшие сторонники Малика Чаджу подстрекали его свергнуть Джалал ад-Дина.
Чтобы собрать деньги для переворота против Джалал ад-Дина, Али Гуршасп совершил набег на Бхилсу в 1293 году. Бхилса был храмовым городом в королевстве Малва династии Парамара, которое уже было ослаблено вторжениями правителей Вагхелы, Чахаманы и Ядавы. В результате этого набега он получил большое количество скота и драгоценных металлов. Во время своего пребывания в Бхилсе Али Гуршасп узнал об огромных богатствах южного королевства Ядавов, а также о путях, ведущих к их столице Девагири. Он хитро передал добычу из Бхилсы своего дяде Джалал ад-Дину, чтобы завоевать доверие султана, но утаил информацию о королевстве Ядавов. Довольный добычей, Джалал ад-Дин отдал Али должность ариз-и-мамалика, которую когда-то занимал отец Али. Он также предоставил Али губернаторство в Аваде в дополнение к губернаторству в Кара-Маникпуре. Он также удовлетворил просьбу Али использовать излишки доходов для привлечения дополнительных войск для рейдов на другие индуистские богатые, но слабо защищенные территории за пределами Чандери.
В течение следующих нескольких лет Али Гуршасп тайно планировал набег на Девагири. В 1296 году он отправился в Девагири с 8000-тысячной кавалерией. Он оставил управление Карой Алаул-мульку, который ввел в заблуждение администрацию Джалал ад-Дина в Дели относительно истинного назначения Али. В Девагири Али Гуршасп собрал большое количество богатств. Когда Джалал ад-Дин услышал об успехе Али в Девагири, он обрадовался, что ему достанется огромное сокровище. Он прибыл в Гвалиор, надеясь, что Али Гуршасп приедет туда, чтобы встретить его по пути в Кару. Однако Али направился прямо к Каре. Советники Джалал-ад-Дина, такие как Ахмад Чап, посоветовали ему перехватить Али в Каре, но Джалал ад-Дин доверился своему племяннику и вернулся в Дели. В Дели Алмас-Бег заверил султана в преданности своего брата Али.
Достигнув Кары, Али Гуршасп отправил своему дяде-султану Джалал ад-Дину подробный отчет о рейде и выразил опасение, что его враги, возможно, настроили Джалал ад-Дина против него. Он попросил подписанное письмо о помиловании, которое Джалал-ад-Дин немедленно отправил. В Каре посланцы Джалал ад-Дина были поражены, когда узнали о военной силе Али Гуршаспа и его планах свергнуть Джалал-ад-Дина. Али задержал их и помешал им связаться с Дели. Тем временем Алмас-бег убедил Джалал ад-Дина, что Али всегда носит яд в носовом платке и покончит с собой из чувства вины, если Джалал ад-Дин лично не простит его. Доверчивый Джалал ад-Дин, обеспокоенный судьбой своего любимого племянника, попросил Алмаса навестить Кару и отговорить Али от самоубийства, пообещав вскоре после этого сам навестить Кару.

### Убийство
В июле 1296 года султан Джалал ад-Дин выступил в Кару с большим войском, чтобы встретиться со своим племянником Али в священный месяц Рамазан. Он приказал своему командиру Ахмаду Чапу отвести большую часть армии в Кару по суше, а сам отправился вниз по реке Ганг с одной тысячей солдат. Когда свита Джалал ад-Дина приблизилась к Каре, Али Гуршасп послал своего брата Алмас-Бека встретить его. Алмас-Бек убедил Джалал ад-Дина оставить своих солдат, сказав, что их присутствие доведет Али до самоубийства. Джалал ад-Дин сел в лодку вместе с несколькими своими товарищами, которых заставили оставить оружие. Когда они плыли в лодке, то увидели вооруженные отряды Али Гуршаспа, стоявшие вдоль берега реки. Алмас сказал им, что эти войска были вызваны, чтобы оказать достойный прием Джалал ад-Дину. Джалал ад-Дин жаловался на то, что Али не проявил должной вежливости, не поприветствовав его в этот момент. Однако Алмас убедил его в лояльности Али Гуршаспа, сказав, что Али занят организацией представления добычи из Девагири и пира для него.
Удовлетворенный этим объяснением, султан Джалал ад-Дин продолжил свой путь в Кару, читая коран в лодке. Когда он высадился в Каре, свита Али приветствовала его, и сам Али церемонно бросился к его ногам. Джалал-ад-Дин ласково поднял Али Гуршаспа, поцеловал его в щеку и пожурил за то, что он сомневается в привязанности дяди. В этот момент Али подал знак своему последователю Мухаммаду Салиму, который дважды ударил Джалал ад-Дина своим мечом. Джалал ад-Дин пережил первый удар и побежал к своей лодке, но второй удар убил его. Али поднял над головой султанский балдахин и провозгласил себя новым султаном. Голова Джалал ад-Дина была насажена на копье и пронесена по провинциям Али-Кара-Маникпур и Авадх. Его товарищи по лодке также были убиты, и армия Ахмада Чапа отступила в Дели.
Согласно современному писателю Амиру Хосрову, Али взошел на престол (как Ала ад-Дин Хильджи) 19 июля 1296 года. Более поздний писатель Зия-уд-дин Барани датирует смерть Джалал ад-Дина и восшествие Али на престол 20 июля 1296 года, но Амир Хусров более достоверен.

## Культурная деятельность
Придворный Джалал ад-Дина Амир Хосров Дехлеви написал Мифтах Аль-Футух (1291), чтобы увековечить его победы.

## В популярной культуре
Джалал ад-Дин изображен Разой Мурадом в эпическом фильме Санджая Лилы Бхансали «Падмавати» (2018).